# Federación de Asociaciones Obreras Alemanas
La Federación de Asociaciones Obreras Alemanas (Vereinstag Deutscher Arbeitervereine, VDAV) fue una organización obrera alemana fundada en junio de 1863 como alternativa a la Asociación General de Trabajadores de Alemania de Ferdinand Lasalle. En 1869 se transformó en el marxista Partido Socialdemócrata Obrero de Alemania de Wilhelm Liebknecht y August Bebel.

## Historia
El 23 de mayo de 1863 se fundó en Leipzig la Asociación General de Trabajadores de Alemania (Allgemeiner deutscher Arbeiterverein, ADAV), bajo la presidencia de Ferdinand Lasalle, cuya estrategia política se basaba en la negativa a aliarse con otras fuerzas políticas, a las que Lassalle llamaba «la masa uniformemente reaccionaria».

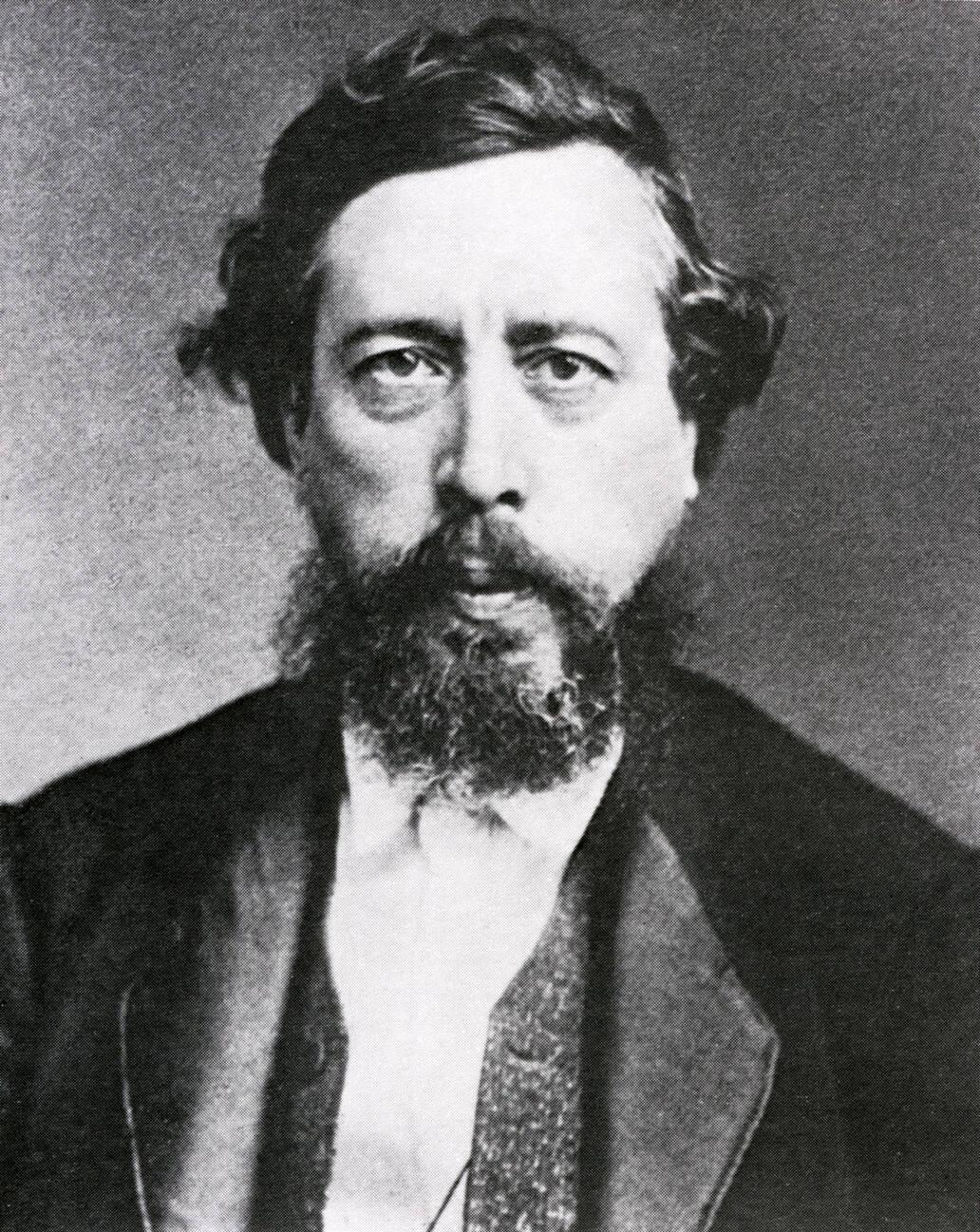
Wilhelm Liebknecht hacia 1870.

A las pocas semanas nacía en Frankfurt una organización alternativa con el nombre de Federación de Asociaciones Obreras Alemanas (Vereinstag Deutscher Arbeitervereine, VDAV) impulsada por demócratas y liberales progresistas que se oponían a la idea lassalliana del partido obrero totalmente independiente del resto de fuerzas progresistas. En la VDAV se integró el periodista seguidor de Marx Wilhelm Liebknecht que había abandonado la ADAV desengañado por el autoritarismo de Lassalle y por la adulación de que era objeto en el partido. En 1865 Liebknecht introdujo en la VDAV a August Bebel, un destacado líder obrero de Sajonia, con quien había trabado una gran amistad cuando se instaló en Leipzig —al obligarle la policía a abandonar Berlín a causa de unos artículos publicados en el Oberrheinischer Kurier (El Correo del Alto Rin) en los que criticaba la política de Otto von Bismarck— y a quien convirtió al marxismo.

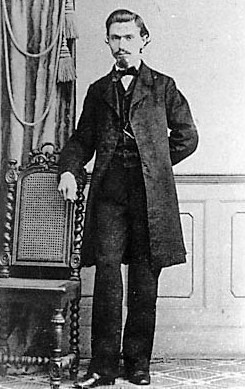
August Bebel en 1863

Liebknecht y Bebel desplegaron una amplia campaña de oposición a la política de Bismarck especialmente tras la creación de la Confederación de Alemania del Norte resultado de la derrota de Imperio Austríaco frente a Prusia en la batalla de Sadowa. En las elecciones de agosto de 1867 al parlamento prusiano resultaron elegidos y allí acusaron al diputado y nuevo presidente de la ADAV Johann Baptist von Schweitzer de ser un «agente de Bismarck» por el apoyo que estaba dando a su política —según Schweitzer, Prusia era el «núcleo de la potencia alemana, el Estado que había hecho respetar nuestra patria en el extranjero»—.
En septiembre de 1868 la Federación celebró un Congreso en Núremberg en el que los delegados manifestaron su voluntad de adherirse al programa de la Primera Internacional —de la que Johann Philipp Becker había organizado varias secciones clandestinas en Alemania desde su fundación en Londres en 1864—, lo que suponía la ruptura con la burguesía y pequeña burguesía democráticas. Como ha señalado Jacques Droz, «Bebel y Liebknecht se iban acercando a la concepción de un partido obrero revolucionario, tal como Marx lo definía entonces; iban abocados a hacer de la Federación de Asociaciones Obreras Alemanas —que durante mucho tiempo había estado bajo la influencia de la burguesía— el núcleo de un partido del proletariado». El primer paso que dieron fue constituir «cooperativas sindicales internacionalistas» (Internationale Gewerkschaften) al margen de la ADAV y cuyo primer congreso se celebró en Leipzig en mayo de 1869. Al mes siguiente un grupo disidente de la ADAV encabezado por Wilhelm Bracke propuso a la VDAP la formación de un partido único de los trabajadores. Así fue como nació en el Congreso de la VDAP celebrado en Eisenach en agosto de 1869 el Partido Socialdemócrata Obrero de Alemania (Sozialdemokratische Arbeiterpartei Deutschlands, abreviado como SDAP).